# Cisnădie
Cisnădie (in ungherese Nagydisznód, in tedesco Heltau, in dialetto sassone Hielt) è una città della Romania di 18073 abitanti, ubicata nel distretto di Sibiu, nella regione storica della Transilvania. 
Fa parte dell'area amministrativa anche la località di Cisnădioara.
Il monumento più importante di Cisnădie è la cittadella fortificata, ubicata al centro della città. La chiesa, costruita nel XII secolo, venne fortificata nel XV secolo per proteggere la popolazione contro i ripetuti raid degli Ottomani. 
Il processo comportò la costruzione di due torri fortificate ai lati dell'ingresso ed una accanto al coro, la costruzione di un doppio anello di mura, un fossato ed alcune torri lungo le mura stesse. 
Durante la costruzione delle fortificazioni anche la chiesa, originariamente in stile romanico, subì un pesante rimaneggiamento che ne mutò lo stile architettonico verso il gotico.

## Amministrazione

### Gemellaggi

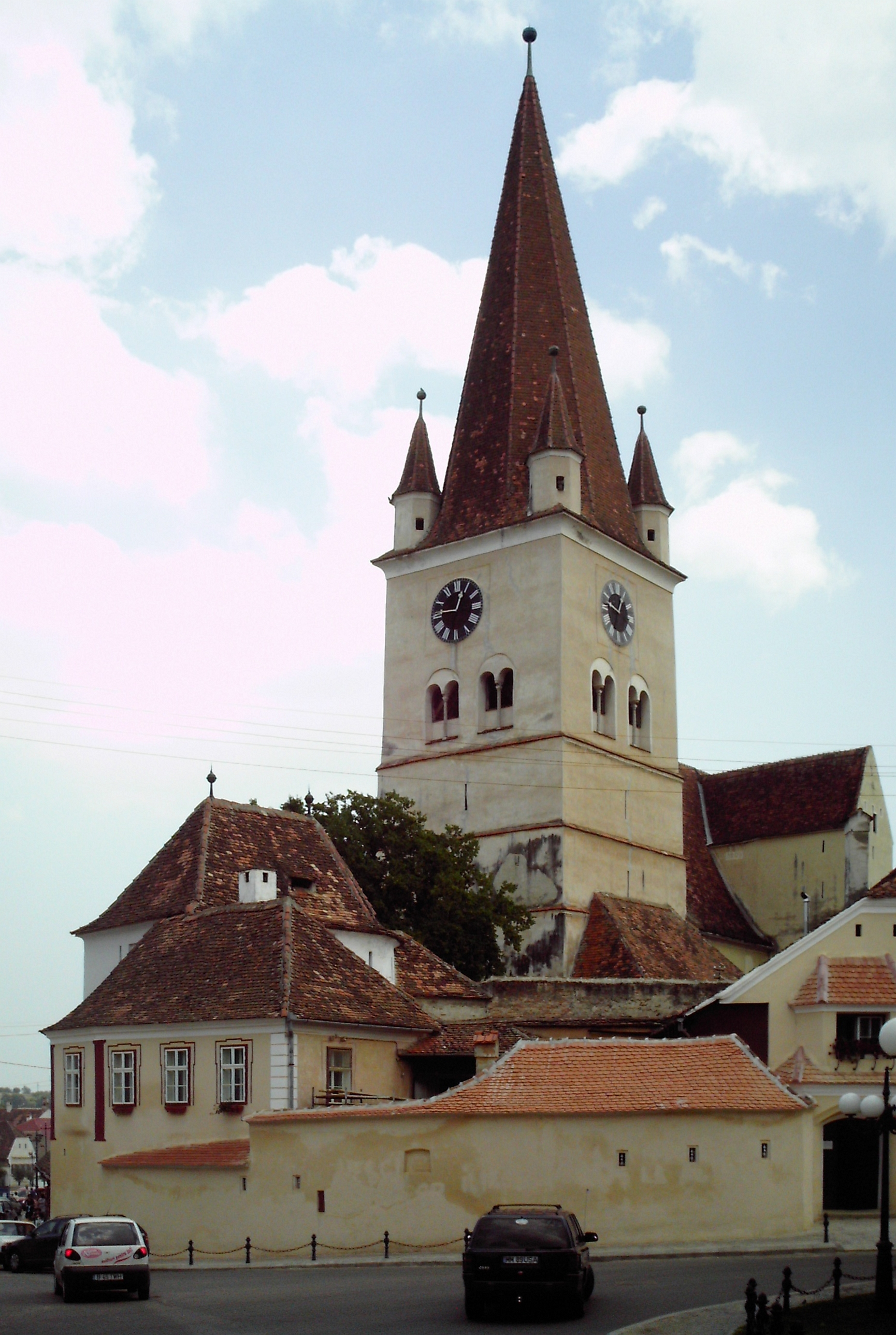
La chiesa fortificata

- Francia, Château-Thierry
- Germania, Vilshofen an der Donau
- Germania, Wernigerode